# Фузија бубрега
Фузија бубрега је дефинишу као урођена аномалија у којој су бубрези у раном ембрионалном периоду делимично или потпуно спојени. Делимичне аномалије фузије вубрега укључују потковичасти бубрег (ХСК) и укрштено спојену бубрежна ектопија  а потпуну фузију представља  бубрег палачинка или карлична фузија бубрега.  Ове аномалије бубрежне фузије показују абнормалности  у положају (ектопија), миграцији, ротацији и васкуларном снабдевању. 
Мање често ове аномалије могу бити повезана са аномалијама скелета, и аномалијамѕ кардиоваскуларног, генитоуринарног и гастроинтестинални системи. Присуство такве, удружене бубрежне фузије представља потешкоће и компликације током абдоминалних операција анеуризме аорте (ААА), ретроперитонеалних операција и операција у карлици, као и код трансплантације бубрега и других интервентних процедуре.

## Епидемиологија
Фузије бубрега се чешће јављају код мушкараца. Многе фузионе аномалије остају асимптоматске и случајно се откривају на обдукцији, операција или радиолошка испитивања, и зато њихова учесталост није прецизно дефинисана.
Карлична фузија бубрега  чини око око 2% свих спојених типова бубрега, са процењеном инциденцијом која је 1/65.000 до 1/375.000 случајева.

## Врсте

### Бубрег „палачинка”
Бубрег „палачинка” или карлична фузија бубрега је веома ретка солитарна форма урођене  аномалије бубрега  смештене у средини у карлици или у тачки бифуркације аорте на илијачне крвне судове.  Васкуларно снабдевање бубрега може бити изведено из једне бубрежне артерије (из дисталне аорте или заједничке илијачне артерије) и једне бубрежне вене.  Бубрежна карлица је напред постављена а неукрштени кратки мокраћооводи се отварају одвојено у мокраћној бешици.
Бубрег „палачинка”  са својим равним површинама, неки пут лобулиран.не личи на бубрег. Колекторни систем је смештен напред, а крајеви мокраћовода се изливају у независне отворе или у заједнички отвор. Карлична позиција васкуларне петељке бубрега је изузетно опасна јер је веома изложена карличним траумама опасним по живот. 
Бубрег „палачинка” може бити повезан са другим урођеним аномалије као што су аномалије спуштања тестиса, аномалије вас деференса, вагинална агенеза, дворога или једнорога материца, сакрална агенеза, синдром каудалне регресије, тетралогија Фалот и спина бифида. Једна од од удружених аномалија је тријада која поред  бубрега „палачинке” укључује агенезу панкреаса и дворогу материцу. 
Развојно, када бубрежни анлагени не успеју да се уздигну и остану унутар карличне шупљине које се у великој мери спајају једна са другом, бубрег „палачинка” се формира задржавајући примитивно али јединствено васкуларно снабдевање, које повећава ризик од оштећења услед трауме карлице, трудноће или заузимања простора од стране лезије.
Како је начелно, бубрег „палачинка”  асимптоматски он може бити откривен у било ком узрасту. Бубрег „палачинка”  један од најређих типова бубрежне аномалије са потпуним спајањем горњег, и доњег пола оба бубрега у карличној шупљини. До сада је описан у литератури у нешто више од 20 случа јева  бубрега „палачинке”. Као и друге аномалије  и фузије бубрега,  је уобичајенија код мушкараца са мушко-женским односом од око 2-3:1.
Пацијенти са бубрегом „палачинка” имају већи ризик од компликација као што су понављајуће инфекције уринарног тракта или опструкција.
У асимптоматским случајевима потребно је применити конзервативни приступ. Хируршко лечење може бити потребно када се појаве уролошки проблеми. Бубрег „палачинка” се често повезује са урођеним аномалијама других органа.
Ултразвук је радиолошки преглед прве линије за дијагнозу и праћење малформација бубрега. Главни сонографски налази који указују на дијагнозу бубрега „палачинка”  су велика и лобуларна бубрежна маса која се састоји од два спојена бочна режња без интервентног септума који се налази у карличној шупљини. Сваки режањ обично има засебан карлични систем, бубрежна карлица је постављена напред, а уретери су обично кратки и нормално улазе у бешику, не прелазећи средњу линију. Ултрасонографија даје корисне информације о морфологији и запремини органа, као ио његовој васкуларизацији коришћењем колор и пауер доплера. Компјутерска томографија и урографија магнетном резонанцом су технике другог нивоа које се користе за потврђивање дијагнозе и процену присуства других абнормалности. 
Познавање налаза снимања и анатомије урођених бубрежних малформација је важна да би се избегле дијагностичке замке и погрешна тумачења. 

### Потковичасти бубрег
Потковичасти бубрег   је урођена аномалија у ембрионалном развоју у којој бубрези немају нормалан пасуљаст облик, него се међусобно спајају својим доњим половима (сједињењем паренхима или чауре полова органа), и формирају једну структуру облика потковице. 
Потковичасти бубрег се јавља отприлике на сваких 500 новорођенчади, али стварни број може бити већи, због асимптоматске клиничке слике током живота, па пацијенти нису свесни да имају ову малформацију. Такође се јавља два пута чешће код мушкараца него код жена. 
Тачан узрок ове аномалије није у потпуности познат, иако се као могући узрок наводи генетска—породична—предиспозиција, унутар породице и код близанаца. Може се јавити са одређеним поремећајима броја хромозома, као што су тризомија хромозома 21 (Даунов синдром), тризомија хромозома 18 (Едвардсов синдром) и нумеричка аберација хромозома, монозомије X хромозома жене (Тарнеров синдром). 
Постојање потковичастог бубрег може да буде од значаја јер компликује неке друге интервенције попут операције абдоминалне аорте, али не спречава трансплантацију бубрега и ови пацијенти могу бити донори органа, под условом да је бубрег здрав.

### Укрштена бубрежна ектопија
Укрштена бубрежна ектопија  је ретка врста аномалије у којој се оба бубрега налазе на једној страни, и у око 90% таквих случајева укрштени ектопични бубрег је срастао са ортотопски лоцираним бубрегом.
У овом стању, ектопични бубрег се налази контралатерално са стране његовог уретерног отвора а уретера ектопичног бубрега прелазе средњу линију која разликује ово стање од потковичастог бубрега.  Леви бубрег је најчешће тај који прелаз на десну страну стомака. Стање је чешће код мушкараца.
Укрштена бубрежна ектопија  је друга најчешћа бубрежна ектопија и аномалија фузије са процењеном инциденцом од 1:1300 до 1:7.500, и преваленцом фузијских и ектопичних аномалија  у око 0,08% - 0,01% случајева. Права учесталост ове аномалије није позната јер велика већина пацијената који имају ову аномалију остаје асимптоматска и неоткривени.